# 富取益斎
富取 益斎（とみとり えきさい、男性、生年不詳 – 文政5年2月10日（1822年4月1日））は、江戸時代中期の日本の篆刻家である。
本姓は富取氏。名鴻、字を公範、益斎は号。富益斎と中国風に修され、また益斎富鴻と称されることもある。越後の人。

## 略伝
越後地蔵堂（現在の新潟県燕市地蔵堂）に生まれる。父の富取正則は村上領地蔵粗の大庄屋で、妹の里佐は隣家の中村家に嫁いだ。この家には若い頃良寛が下宿しており、子のない里佐に可愛がられていた。益斎は早くに京都に出て四条高倉西に住んだ。医を生業とし、傍らで篆刻をよくした。篆刻の師は杜澂と思われる。天明の大火（天明8年1月30日(1788年））で家を焼失し、一時筑紫に住む娘婿の大村藩士加藤鹿洲を頼って身を寄せ、その後江戸に出る。医業が認められ江戸幕府の上士と交流した。文政初年頃、三島郡北部にある円上寺潟の干拓事業の賀記を書している。
益斎が書き残した『印章備正』は大正2年に山田寒山が刊行するが、三村竹清によって杜澂『澂古印要』の写しであると指摘されている。
越後の日蓮宗常昌寺に葬られる。法号清山院宗游益斎居士。
越後の画家富取芳斎は同族である。

## 著作
- 『印章備正』
- 『印章概説』